# Monoctenia calladelpha
Monoctenia calladelpha là một loài bướm đêm trong họ Geometridae.